# 모전중학교
모전중학교(茅田中學校)는 대한민국 부산광역시 기장군 정관읍 모전리에 있는 공립 중학교이다.

## 학교 연혁
- 2014년 3월 1일 : 모전(茅田)중학교 설립 인가 및 개교
- 2014년 3월 2일 : 초대 강문선 교장 취임
- 2014년 3월 3일 : 제1회 입학식 (10학급 신입생 177명)
- 2014년 5월 1일 : 선진형 교과교실 개관식
- 2017년 2월 13일 : 제1회 졸업식 (9학급 졸업생 257명)
- 2018년 10월 17일 : 별별공간 개소식
- 2024년 9월 1일 : 제5대 이정우 교장 취임
- 2025년 1월 9일 : 제9회 졸업식 (13학급 366명)
- 2025년 3월 4일 : 제12회 입학식(13학급 382명)

## 참고 자료
- 모전중학교 - 한국교육학술정보원 학교알리미